# 羊脑乡
羊脑乡，是中华人民共和国湖南省郴州市安仁县下辖的一个乡镇级行政单位。

## 行政区划
羊脑乡下辖以下地区：
源田村、广义村、福星村、中洞村、梅湾村、里山村、东冲村、连塘村、石壁村、哨上村和坪塘村。